# 保健室のミサキ先生
『保健室のミサキ先生』（ほけんしつのミサキせんせい）は、2009年9月25日に日本のアダルトゲームブランド・スワンからパッケージ版とダウンロード版が同時発売された18禁アドベンチャーゲーム。
有限会社アセンドアイの廉価版ブランドの1つ・スワンの第11作。養護教諭と学生の恋愛を題材にしており、従来のスワン作品にはあまり見られなかった、ヒロイン側から妊娠を積極的に望む描写が見られる。

## 登場人物
山口 颯太（やまぐち そうた）
主人公。女子の水着や体操着姿を見ると勃起してしまう性癖があり、周囲にそれを知られまいと必死になっている。校内で美人と評判の深咲に憧れる1人であったが、サッカーの試合中に足を捻挫して保健室に運び込まれ、思わぬ形で深咲に自分が抱えている悩みを打ち明ける。
北原 深咲（きたはら みさき）
颯太が通っている学校の養護教諭。颯太の悩みを聞き、授業の前に射精させることを思い立ち、性体験は皆無ながら手探りで颯太の性欲処理を手伝うことにする。
沢崎 萌霞（さわざき ほのか）
颯太と同じクラスの女子。人並み外れた巨乳であるが、引っ込み思案でクラス内では目立たない存在。颯太に片想いしている。

## スタッフ
- シナリオ - 神城綾斗
- 原画 - 越後雛[2] ※スタッフロールには記載無し
- 音楽 - Arp